# Assaut sous les gaz
Assaut sous les gaz (en allemand : Sturmtruppe geht unter Gas vor) est une gravure à l'aquatinte d'Otto Dix représentant des soldats allemands à l'assaut durant la Première Guerre mondiale. Datée de 1924, elle est la douzième d'une série de cinquante gravures reprises dans une farde intitulée Der Krieg (La Guerre). Un exemplaire est conservé au Musée historique allemand à Berlin.

## Description
Quasiment monochrome, de format rectangulaire (19,3 × 28,8 cm pour la gravure, 34,8 × 47,3 cm pour la feuille), la gravure représente plusieurs soldats allemands, reconnaissables à leurs casques, et portant des masques à gaz. Les personnages, dont les traits sont proches de ceux des animaux, sont représentés de façon déshumanisée.